# Львівська копальня кави
«Львівська копальня кави» — перша в Україні найдовша кав'ярня-книгарня, створена за легендою над кавовою шахтою просто на площі Ринок. Відкрита в 2011 році. Належить до мережі концептуальних авторських ресторанів «!ФЕСТ» Львів давно асоціюють із кавою і саме Львівська копальня кави демонструє і реалізовує легенду власне львівської кави. Основа концепції, що кава у Львові — ні що інакше, як корисна копалина, яку видобувають так само, як вугілля чи торф. Ця шахта розповідає історію видатного кавомана світу — Юрія Кульчицького, увесь зв'язок кави львівської із походеньками турків чи промоцію у Відні, історію самої будівлі на Ринку, 10 — палацу Любомирських як Дому товариства «ПРОСВІТА» та роль львівської кави у державотворенні України. Каву тут видобувають, обсмажують та готують понад 30 видів кавових напоїв. Разом із кав'ярнею та шахтою продовжує діяти і книгарня, яка сприяє поширенню та промоції україномовної книги.

## Цікаве
30 червня 1941 Ярослав Стецько проголосив з балкона цього будинку «Акт відновлення Української державності».